# Calanthe unifolia
Calanthe unifolia är en orkidéart som beskrevs av Henry Nicholas Ridley. Calanthe unifolia ingår i släktet Calanthe och familjen orkidéer.
Artens utbredningsområde är Sumatera. Inga underarter finns listade i Catalogue of Life.